# Fort Mississauga
Le fort Mississauga est un ancien fort militaire situé sur la rive du lac Ontario à Niagara-on-the-Lake, non loin de la rivière Niagara.
Construit en 1814 pendant la guerre anglo-américaine de 1812, il a été reconnu en 1960 en tant que lieu historique national du Canada.
En 1804, un phare avait été érigé sur le site, connu sous le nom de Mississauga Point. L'armée britannique a utilisé le fort de 1813 à 1855, suivie par l'armée canadienne, qui l'a utilisé comme camp d'entrainement.